# Rosales
 Ordinul Rosales cuprinde plante lemnosae și erbaceae. Caracteristic speciilor ce fac parte din acest ordin este variabilitatea mare de forme

## Caracterisiticile plantelor din Ordinul Rosales
- Frunzele
  - Simple sau compuse prevăzute cu stipele perechi
- Florile
  - Ciclice
  - Hermafrodite
  - Actinomorfe până la zigomorfe
- Fructele sunt: nucule, bace, drupe. Unele specii au fructe multiple